# Гней Октавий (претор 205 пр.н.е.)
Вижте пояснителната страница за други личности с името Гней Октавий.
Гней Октавий (на латински: Gnaeus Octavius) е политик и военен на Римската република.

## Биография
Произлиза от плебейската фамилия Октавии. Баща му Гней Октавий Руф e квестор през 230 пр.н.е. (или вероятно през 254 пр.н.е.). Роднина е на по-късния император Август.
През 216 пр.н.е. Октавий е военен трибун и участва в Битката при Кана. През 206 пр.н.е. е едил. През 205 пр.н.е. той е претор. Той е първият от фамилията си, който получава служба в cursus honorum, който е избран за претор. Не успява да стане консул. Като претор е управител на провинцията Сардиния.
През 202 пр.н.е е пропретор и участва в Битката при Зама пред Картаген. През 200 пр.н.е. Октавий е изпратен като посланик в Северна Африка. 194 пр.н.е. участва в основаването на колония в Кротон. 192/191 пр.н.е. по време на войната с Антиох III e в делегацията в Гърция.
Октавий основава клон на фамилията с консули. Баща е на Гней Октавий (консул 165 пр.н.е.) и дядо на Гней Октавий (консул 128 пр.н.е.).
1. 1 2 3  880 //   Посетен на 24 юли 2024 г.